# غول اگاز
غول اگاز (ارمنی: ՂՈՒԼ ԷԳԱԶ؛ انگلیسی: łul Egaz زادهٔ ۱۶۵۰ - درگذشته ۱۷۳۴)، عاشوق اهل ارمنستان بود.

## زندگی‌نامه
وی در ۱۶۵۰ به دنیا آمد. وی یکی از نخستین نمایندگان مدرسه موسیقی عاشوقی جلفای نو بوده است. وی در ۱۷۳۴ در سن ۸۴ سالگی در جلفای نو درگذشت 